# João Jorge II, Duque de Saxe-Eisenach
João Jorge II, Duque de Saxe-Eisenach (Friedewald, 24 de Julho de 1665 – Eisenach, 10 de Novembro de 1698), foi um duque de Saxe-Eisenach.

## Vida
Era o segundo filho de João Jorge I, Duque de Saxe-Eisenach e da condessa Joaneta de Sayn-Wittgenstein.
Após a morte do seu irmão Frederico Augusto —que morreu em batalha em 1684—João Jorge tornou-se herdeiro de Saxe-Eisenach. Dois anos depois (1686), sucedeu ao seu pai quando este morreu.
Em Kirchheim unter Teck, a 20 de Setembro de 1688, João Jorge casou-se com a princesa Sofia Carlota de Württemberg. Não nasceram filhos da união.
Quando o seu primo, o jovem João Guilherme, Duque de Saxe-Jena morreu (1690) João Jorge herdou uma parte do seu ducado, uma vez que foi convencido a fazer um tratado de divisão com o duque Guilherme Ernesto de Saxe-Weimar, outro primo seu e cunhado do falecido duque.
João Jorge morreu subitamente de varíola e foi sucedido pelo seu irmão mais novo, João Guilherme.

## Genealogia
| João Jorge II, Duque de Saxe-Eisenach | Pai: João Jorge I, Duque de Saxe-Eisenach | Avô paterno: Guilherme, Duque de Saxe-Weimar          | Bisavô paterno: João II, Duque de Saxe-Weimar                  |
| João Jorge II, Duque de Saxe-Eisenach | Pai: João Jorge I, Duque de Saxe-Eisenach | Avô paterno: Guilherme, Duque de Saxe-Weimar          | Bisavó paterna: Doroteia Maria de Anhalt                       |
| João Jorge II, Duque de Saxe-Eisenach | Pai: João Jorge I, Duque de Saxe-Eisenach | Avó paterna: Leonor Doroteia de Anhalt-Dessau         | Bisavô paterno: João Jorge I, Príncipe de Anhalt-Dessau        |
| João Jorge II, Duque de Saxe-Eisenach | Pai: João Jorge I, Duque de Saxe-Eisenach | Avó paterna: Leonor Doroteia de Anhalt-Dessau         | Bisavó paterna: Doroteia do Palatinado-Simmern                 |
| João Jorge II, Duque de Saxe-Eisenach | Mãe: Joaneta de Sayn-Wittgenstein         | Avô materno: Ernesto, Conde de Sayn-Wittgenstein-Sayn | Bisavô materno: Guilherme III, Conde de Sayn-Wittgenstein-Sayn |
| João Jorge II, Duque de Saxe-Eisenach | Mãe: Joaneta de Sayn-Wittgenstein         | Avô materno: Ernesto, Conde de Sayn-Wittgenstein-Sayn | Bisavó materna: Ana Isabel de Sayn Wittgenstein                |
| João Jorge II, Duque de Saxe-Eisenach | Mãe: Joaneta de Sayn-Wittgenstein         | Avó materna: Luísa Juliana de Erbach                  | Bisavô materno: Jorge III, Conde de Erbach-Breuberg            |
| João Jorge II, Duque de Saxe-Eisenach | Mãe: Joaneta de Sayn-Wittgenstein         | Avó materna: Luísa Juliana de Erbach                  | Bisavó materna: Maria de Barby-Mühlingen                       |

1. ↑  The Peerage, consultado a 2 de Maio de 2012.